# Liste der Einträge im National Register of Historic Places im Jasper County (Illinois)

Lage des Jasper County in Illinois

Die Liste der Einträge im National Register of Historic Places im Jasper County in Illinois führt die Bauwerke und historischen Stätten im Jasper County auf, die in das National Register of Historic Places aufgenommen wurden.
| [ 2 ] | Name                  | Bild                  | Eintragsdatum        | Lage                                                                                  | Ort    | Beschreibung |
| ----- | --------------------- | --------------------- | -------------------- | ------------------------------------------------------------------------------------- | ------ | ------------ |
| 1     | Embarras River Bridge | Embarras River Bridge | 1998 ID-Nr. 98000472 | Brücke der Wade Township Road 164 über den Embarras River 38° 59′ 43″ N, 88° 9′ 43″ W | Newton |              |